# Gesamtbanksteuerung
Die Gesamtbanksteuerung umfasst im Bankwesen die Ziele, Strategien und Ziel-Strategie-Kontrollnormen zur Steuerung der gesamten Bank. Die Strategien setzen entweder im liquiditätsmäßig-finanziellen Bereich (z. B. Finanzplanung und Liquiditätsplanung) oder im technisch-organisatorischen Bereich (z. B. Dimensionierung und Strukturierung von Personalkapazitäten) an.
Im liquiditätsmäßig-finanziellen Bereich werden z. B. die Beschaffung (z. B. Spareinlagen) und der Absatz von liquiditätsmäßig-finanziellen Leistungen gesteuert. Dazu sind die Absatz- und Beschaffungsbeziehungen zu den Kunden entsprechend zu gestalten. Eine mögliche Absatzstrategie ist es, durch entsprechende Produkte und Konditionen die Aufmerksamkeit und Treue der Kunden zu gewinnen und die Risiken der Bank in einer bankspezifischen Form des Risikomanagements zu überwachen und zu steuern. Das Kreditmanagement prüft die Kreditwürdigkeit der angehenden Schuldner und überwacht die Kreditrisiken.
Zur Steuerung einer Bank bieten sich u. a. die Zielgrößen RORAC, RAROC und Value at Risk an. 
RORAC setzt die erwarteten Rückflüsse mit einem potenziell täglich schwankenden Risikokapital in Beziehung. Die Margensteuerung mittels RORAC kann dazu führen, dass Investitionen mit unterschiedlichen Laufzeiten nicht im Sinne der Maximierung des Marktwertes ausgewählt werden.
Einige Aspekte sind auf unvollkommenen Märkten nicht getrennt voneinander zu betrachten. So gehören das Einzelgeschäft, das Risiko, die Liquidität, die Akzeptanz der Arbeitnehmer, die die Wirtschaftlichkeit der Leistungserstellung erst möglich machte, und die Eigenkapitalerfordernis unabdingbar zusammen. Dabei stellt sich die Frage, wie viel Risiko eine Bank übernehmen soll oder kann. Hier wird zwischen Risikovermeidung und der Risikoabgeltungshypothese unterschieden: Die Risikonormierungshypothese besagt, dass Risiken gegen Zahlung von Prämien bis zu einem bestimmten Niveau zu übernehmen sind. Die Kapitalstruktur wird dabei durch die Anteile des Fremd- und Eigenkapitals am Gesamtkapital bestimmt.
Die Ziele der Eigentümer werden durch die Eigentümer selbst definiert, so lässt sich zwischen Fundamentalzielen und Instrumentalzielen unterscheiden. Fundamentalziele gelten als Ziele um ihrer selbst willen, während bei Instrumentalzielen eine positive Wirkung auf das Fundamentalziel vermutet wird. Das Ziel der Gewinnmaximierung erscheint dabei zu ungenau, da der Zeithorizont unbestimmt bleibt. Ein wichtiges Ziel ist die Marktmacht, das heißt das Erreichen einer bestimmten Bilanzsumme. Dabei steht eine hohe Eigenkapitalrentabilität für einen hohen Marktanteil und die Erfüllung eines öffentlichen Auftrags, z. B. der Kontrahierungszwang der Sparkassen.
Das Ausmaß der Risikoaversion wird bestimmt durch ein risikoaverses Bankverhalten, das Eigeninteresse der Manager, den nichtlineare Steuern, den Konkurskosten und den „Deadweight Costs“ der Außenfinanzierung. Bekannte Risikomaße sind die Varianz, der Value at Risk ({\displaystyle 1-\alpha })-Quantil des erwarteten Verlusts, das Eigenkapital, die RORAC, die Shareholder Value, die Betrachtung des Einzelgeschäftes gegenüber der Portefeuille (Diversifikation), dem Barwertkonzept und dem dualen Steuerungsmodell.